# القوس الكاتيناري
القوس الكاتيناري أو القوس السلسلة هو نوع من الأقواس المعمارية التي تتبع منحنى الكاتيناري المقلوب. تم استخدام هذا المنحنى في البناء منذ العصور القديمة، حيث يُعتبر مبدأ أساسيًا في النظام الهيكلي للأقبية والأبراج الداعمة في الكاتدرائيات القوطية المبنية من الحجر، وكذلك في قباب عصر النهضة، وعلى الرغم من أن القوس الكاتيناري قد يُشبه القوس القطعي في بعض التصاميم بسبب التشابه بين المنحنيات غير المحيطية مثل القطع المكافئ، والكاتيناري، والكاتيناري المثقل، إلا أنه ليس قوسًا قطعيًا، وعادةً ما يُخطئ البعض في تصنيفه على أنه قوس قطعي بسبب التشابه بينهما في الملفات الضحلة، كما ذكر غاليليو حين قال السلسلة المعلقة تتطابق تقريبًا مع القطع المكافئ بشكل مثالي.

## في التاريخ
كتب عالم القرن السابع عشر روبرت هوك، كما يعلق الحبل المرن كذلك مقلوبًا، يقف الأجزاء المتلامسة من القوس الصلب.
كتب توماس جيفرسون في ملاحظة عام 1788، لقد تلقيت مؤخرًا من إيطاليا رسالة حول توازن الأقواس، من تأليف الأب ماسكيروني، ويبدو أن هذا العمل علمي للغاية، لم أتمكن بعد من التفرغ للانشغال به، لكنني وجدت أن استنتاجات برهانه هي أن كل جزء من القوس الكاتيناري في توازن مثالي.

## الخصائص الهيكلية
معمارياً، يتمتع القوس الكاتيناري بقدرة فائقة على تحمل وزن المادة التي يُصنع منها دون أن ينهار، بالنسبة لقوس ذو كثافة وسمك متساويين، ويكون مهمته فقط دعم وزنه الخاص، يُعتبر القوس الكاتيناري هو المنحنى المثاليتعتبر أقواس السلسال قوية لأنها تعيد توجيه قوة الجاذبية العمودية إلى قوى ضغط تضغط على طول منحنى القوس، حيث أنه في قوس سلسال محمّل بشكل موحد، يمر خط الدفع عبر مركزه.
تم استخدام هذا المبدأ في العمارة لإنشاء هياكل قوسية تتبع بدقة، وبطريقة مرئية واضحة، شكل الكاتيناري المقلوب، ومن الأمثلة المبكرة البارزة على ذلك قوس طاقة كسرة، كما يشكل الكاتيناري، عندما يُدار 180 درجة، هيكل المباني القبة البسيطة مثل المنازل على شكل خلية النحل في شبه جزيرة دينغل في إيرلندا. يعد مبدأ السلسال أيضًا العامل الأساسي في الأنظمة المعمارية الأكثر تعقيدًا لعمارة العصور الوسطى وعصر النهضة، لأن المباني التي لها أسقف ثقيلة ومقوسة الشكل وتوفر دفعًا خارجيًا قويًا، يجب أن تتوافق مع شكل منحنى السلسال حتى لا تنهار، وهذا لا يعني أن الأقواس نفسها هي سلسال في الشكل، ولكن النظام الكلي للجدران أو الدعامات التي تدعم السقف أو القبة يحتوي على منحنى سلسال، والذي يوفر الدفع لأسفل.
في القرن الخامس عشر، صمم فيلبو برونليسكي القبة المدببة والثمانية الأضلاع على كاتدرائية فلورنسا بطريقة استخدمت مبدأ القوس الكاتيناري، وفي القرن السابع عشر، صمم كريستوفر رين قبة كاتدرائية سانت بول استنادًا مباشرة إلى منحنى الكاتيناري، كما تم اكتشاف أن السقف المقوس والأبراج الداعمة في كنيسة كلية الملك في كامبريدج تتوافق مع صيغة القوس الكاتيناري.

## الأمثلة
يعد تصنيف المنحنيات غير المحيطية في الأقواس الفعلية أمر صعب، يقدم غونزاليس وآخرون مثالًا على بالاو غويل الذي تم دراسته بشكل جيد، حيث لا يتفق الباحثون على تصنيف الأقواس أو يدّعون أن الأقواس القطعية هي الأكثر بروزًا، ومع ذلك تظهر القياسات الدقيقة أن اثنين فقط من أصل 23 قوسًا صممه غاودي هي في الواقع أقواس قطعية.

### الأقواس القديمة
المنحنيات التي تشبه في شكلها منحنى القوس المعلق كاتيناري استُخدمت في أقواس معبد الرامسيوم في القرن الثالث عشر قبل الميلاد وقوس تسيفون القرن السادس الميلادي، واللوحة العظمية غير المكتملة من سقارة تحمل شكل القوس المعلق الكاتيناري.

### الكاتدرائيات والكنائس
- كنيسة كلية الملك في كامبريدج، إنجلترا.[11]
- قبة سانت بول.[12]
- قبة برونليشي.[13][14]
- كازا باتيو تحتوي على أقواس كاتينارية.[15]
- كازاميلا في برشلونة، إسبانيا، التي صممها أنطوني غاودي، واستخدم فيها العديد من الأقواس الكاتينارية.[16][17]
- كنيسة كولونيا غويل.[18]

### الأقواس الطبيعية
جسر قوس قزح الطبيعي في ولاية يوتا الأمريكية له شكل كاتيناري طبيعي، ومن المحتمل أن يكون قد تشكل نتيجة للتعرية في المناطق ذات الضغط العالي، كما أن قوس كولوب وقوس المنظر الطبيعي، أيضًا في يوتا، يمتلكان شكلًا كاتيناريًا.

### الأقواس من صنع الإنسان
قوس بوابة سانت لويس في مدينة سانت لويس ميزوري الأمريكية، هو قوس كاتيناري، نظرًا للحاجة إلى مزيد من القوة في الجزء السفلي، فإن قاعدة هذا القوس أوسع من قمته، لذا الشكل الفعلي له هو في الواقع قوس كاتيناري مثقل.

### ناطحات السحاب
ماركويت بلازا في مينيابوليس، استخدمت فيها الاقواس المعلقة.

### الأفران
غالبًا ما يتم تصميم الأفران بمقطع عرضي على شكل قوس كاتيناري.

### البيوت الثلجية
تم تصميم البيوت الثلجية بمقطع عرضي على شكل قوس معلق كاتيناري، حيث يوفر هذا الشكل توازنًا مثاليًا بين الارتفاع والقطر، مما يساهم في تجنب خطر الانهيار تحت وزن الثلج المضغوط.

### المطارات
سقف مطار واشنطن دولس الدولي هو منحنى كاتيناري معلق. سقف مطار دنفر الدولي يستخدم نظام كابلات فولاذية على شكل كاتيناري داعم.

### عمارة أخرى
- داخل محطة قطار كيلتي في بودابست يشكل داخل محطة قطار كيلتي في بودابست قوسًا معلقًا كاتيناري.[27]
- قبر النوبين هو مقبرة من منطقة النوبة، ولأقصى درجات الاستقرار، يتبع مقطع هيكل القبر شكل القوس المعلق (كاتيناري).
- منازل خلية النحل (كلوشانات) في جزيرة سكليغ مايكل في أيرلندا، تتبع المنازل التقليدية على شكل خلية النحل كلوشانات، في جزيرة سكليغ مايكل نمطًا من المقاطع العرضية التي تشبه شكل القوس المعلق كاتيناري.